# Clan Macnab
Le Clan Macnab est un clan écossais.

## Historique
Le clan a pour origines les Abbots de Glen Dochart et de Strathearn. Son territoire était situé aux alentours du loch Tay.
Les Macnab s'opposent aux Bruce et sont ainsi considérés comme des traites. Le roi David II les réhabilite en 1236 à partir de Gilbert Macnab. 
Le clan existe toujours de nos jours. 